# 7mm-08レミントン
7mm-08レミントン（英：7mm-08 Remington）はライフル実包。1958年ごろに開発された 7mm/308 として知られるワイルドキャット・カートリッジをほとんど直接コピーしたものである。
名称からわかるとおり、.308ウィンチェスターの薬きょうをネック・ダウンし 7 mm (.284) 弾頭 を装着できるようにしたもので、それに伴い薬きょうの全長がわずかに長くなっている。.308 Win をベースとした実包の中でも.243ウィンチェスターに次いで二番目に人気が高いが、元となった .308 はこれら両方よりも普及している 。1980年にレミントン・アームズ社が自らの名前を命名し、同社のライフルであるモデル788とモデル700の口径の選択肢として提供したことで普及した。

## 手詰め
7mm-08 は工場装弾の選択肢の幅が非常に広く、手詰を行わない人々にとっても選択肢となり得る。重さ100から195グレーンの弾頭が使用できる。130-150グレーンの弾頭はほとんどの狩猟用に適しているが、長距離においては高い弾道係数を確保するためにさらに重い弾頭を選択することになると考えられる。構成によっては中型あるいはさらに大型の獲物や標的射撃に供するため、154から195グレーンの弾頭が使用されることもある。通常、7mm-08 では中程度の燃焼速度のライフル用火薬が最もうまく機能するとされている。

## 用途
7mm-08 は弾頭重量の選択肢の幅が広く、バーミント、狩猟、メタリック・シルエット射撃、長距離射撃などに適しており、同様にプレーンズ・ゲームにも適している。長距離の標的射撃とメタリック・シルエット射撃においては、0.625 BC (G1) でプラスチック・チップ付きの162グレーン A-Max 弾頭が非常に精度が高いとされている。この A-Max 弾頭とシエラの150グレーンの MatchKing はシルエット射手に人気がある。
7mm-08レミントンは密林や大きく開けた場所を含めたほとんどの狩猟環境で使用できる。また、.308ウィンチェスターや.30-06スプリングフィールドと比べると、7mmというわずかに小さい径の弾頭は一般的によりよい弾道係数 (BC) を持っているので、飛翔中に抗力と横風の影響を受けにくく、同等の弾頭重量においてはより平坦な軌道となる。そして、その軌道は.270ウィンチェスターに匹敵するとされている。
リコイルは .243 Win よりもわずかに大きいが、ほとんどの場合は .308 Win よりも小さい。このリコイルの小ささは年少者や初心者に向いているが、経験者やハンターにとっても同様に有用である。
Shooting Industry の Howard Brant は「7mm-08 は狩猟においてはなんとも大当たりの商品である。北米や他の場所にみられる中型のビッグ・ゲームすべてを効率的に仕留めるのに十分すぎる威力をもった最高の実包だ。」と述べている。
雑誌 Petersen's Hunting の Wayne van Zwoll は「効率的な薬きょうの設計と、北アメリカのほとんどのビッグ・ゲームに適した弾頭重量の選択肢の多さのおかげで、7mm-08 は狩猟全般においては最高の選択肢である。リコイルも小さく、軽量なショート・アクション・ライフルに最適だ。また、140グレーンの弾頭は.308の150グレーン弾頭よりも500ヤード地点の標的に対してより早く同等のエネルギーを持って着弾するため、メタリック・シルエットで好まれている。」と述べた。同様にエルクにとっては"致命的"であるとも述べた。
Field & Stream の David E. Petzal は「7mm-08 の利点は非常に軽量なこと、砲口爆風があまり生じないこと、用途に合わせた弾頭重量の豊富さ、そしてその一流の精度である。」と述べた 。
適切なロードの 7mm-08 はスウェーデン、フィンランド、ノルウェーにおいてムース猟をするのに必要な条件に適っている。この用途での 7mm-08 は 6.5×55mm、7×57mm、7×57mmR、.300サベージ、.303ブリティッシュや一部の.308ウィンチェスターや.270ウィンチェスターと比べても謙遜がない。
適切な弾頭を使用すれば、エルク、アメリカグマ、イノシシにもこの実包は有効である。
しかし、7mm-08 Rem は3種の大型グマ、ホッキョクグマ、ヒグマ、ハイイログマやその他のデンジャラス・ゲームに使用するには適していないということに注意しなければならない。身を守るために、近距離でデンジャラス・ゲームに対して十分なストッピング・パワーを要求される状況においては、さらに大きな口径で重い弾頭の使用が強く推奨される。クマの生態の専門家 Stephen Herrero は510グレーンの .458 Win Mag、300グレーンの .375 H&H Mag、300グレーンの .338 Win Mag、220グレーンの .30-06 が"クマから身を守るために優れている"としたアメリカ合衆国森林局のアラスカにおける調査を紹介している。
7mm-08 はメタリック・シルエット射手の間で非常に人気を高めてきている。2014年のハイ・パワー NRA ナショナル・チャンピオンシップの調査によると、ハイ・パワー・ライフルとハイ・パワー・ハンター・ライフル競技両方において 7mm-08 は3番目に人気のある口径であった。

## 実包の比較
7mm に可能なことはそれに匹敵する断面密度と弾道係数を持つ.30口径にも可能である。しかし、.30口径の弾で 7mm 弾頭のものと同じように平坦な軌道を実現するためには約20%ほどリコイルが大きくなってしまうという落としわながある。7mm の弾頭は.30口径と比較したとき、与えられたリコイルに対しては、エネルギーの伝播と軌道という点で明らかに優れた射程性能を実現している。

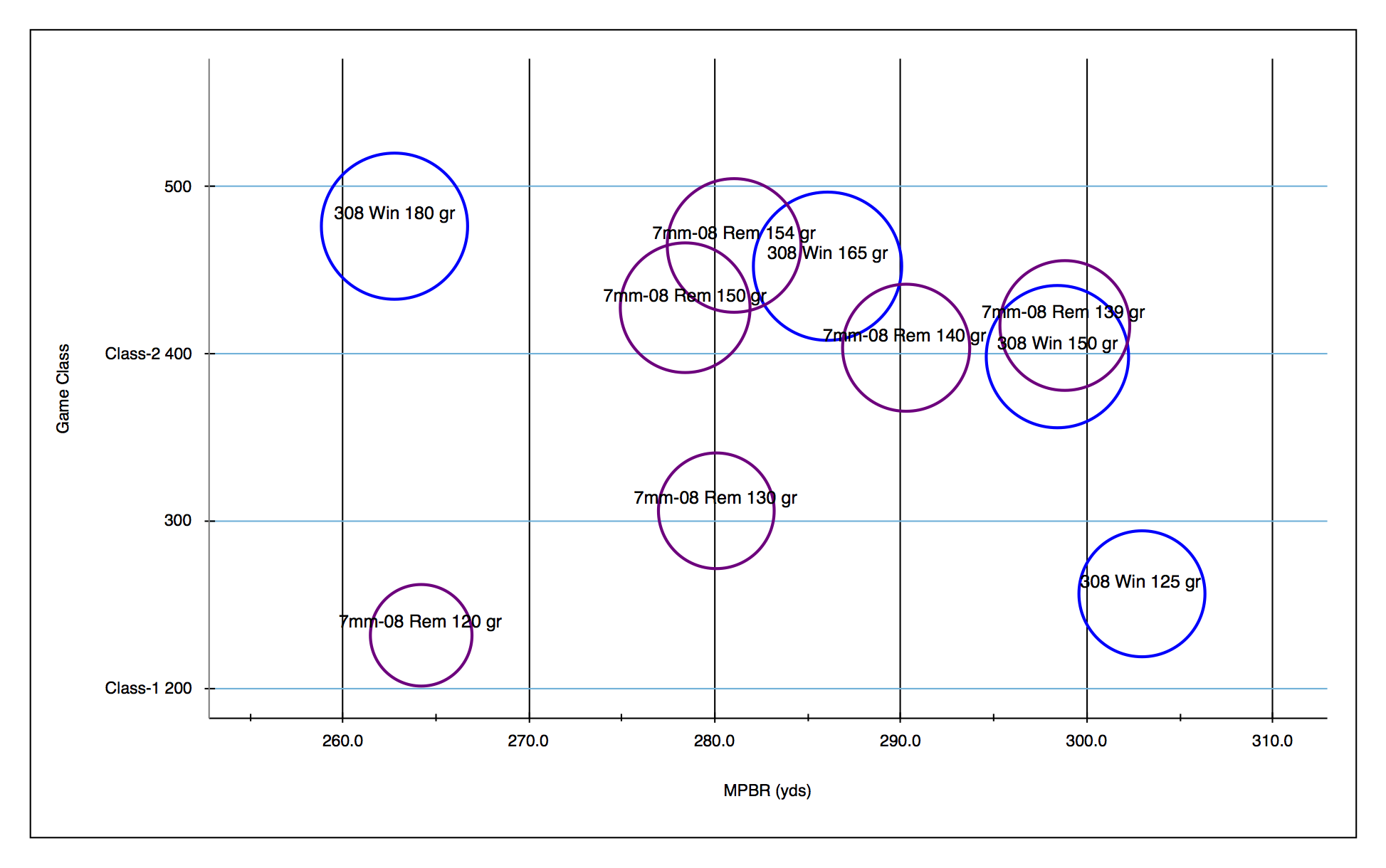
ゲーム・クラス vs 6インチの最大直線弾道距離 (円の大きさはリコイルに比例)

7mm が同等の性能を持つ.30口径実包と比べてリコイルが小さいのには主に2つの理由がある。ひとつめは 7mm のある弾道係数と同じ係数を持つ.30口径の弾頭はかなり重いこと、ふたつめはより重い.30口径の弾頭を同等の速度（運動エネルギー、風の抵抗（"標的までの時間"））で飛行させるためには火薬の量が多くなることである。重い弾頭と多くの火薬の組み合わせによって.30口径のリコイルは著しく大きくなるのである。すなわち、同重量の弾頭を比較したとき 7mm-08 はよりよい弾道特性を持っていると言える。言い換えれば、7mm-08 から発射された168グレーンの弾頭は .308 Win から発射された168グレーン弾頭よりもドロップが小さく風による偏差も小さくなる"。

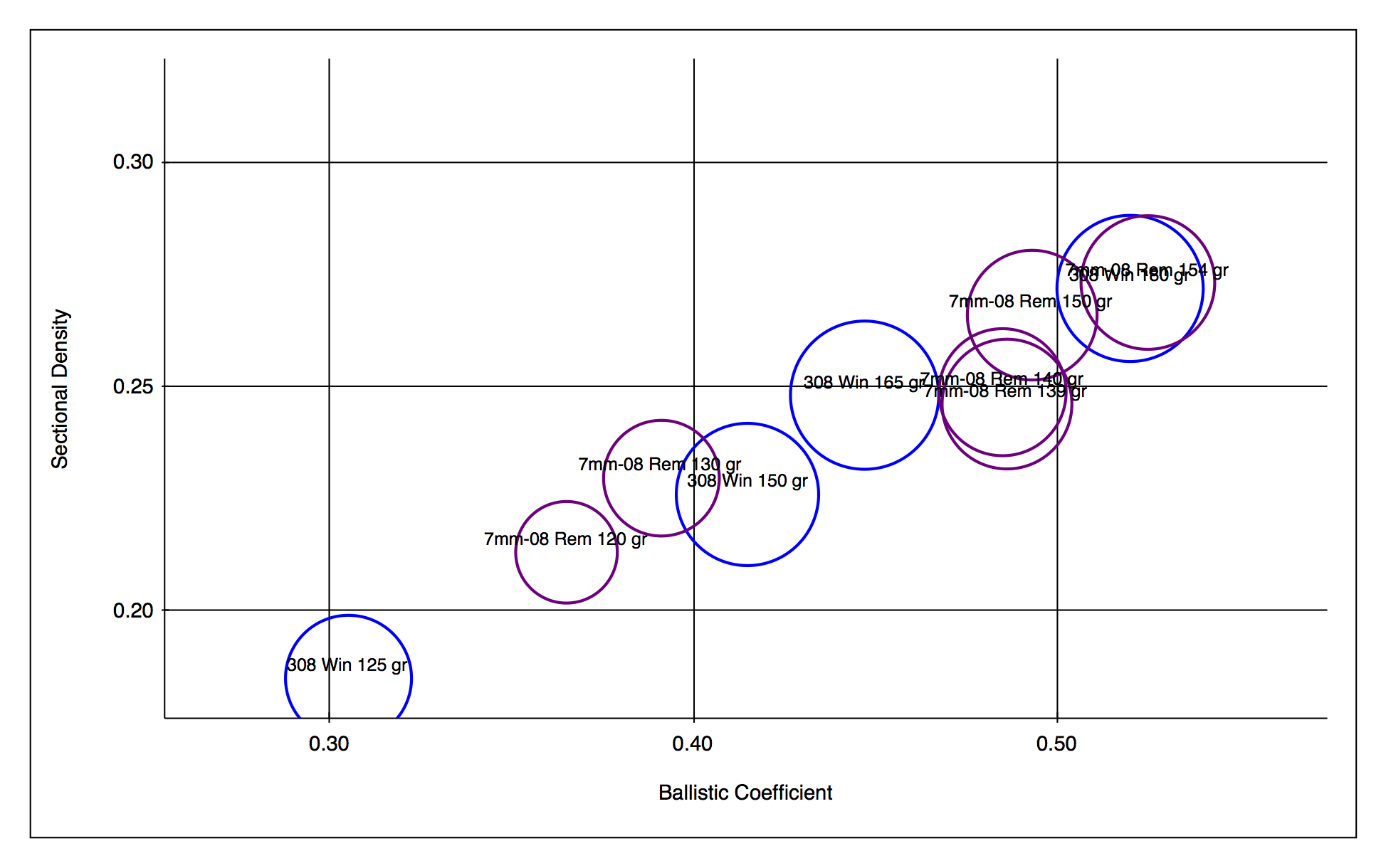
断面密度 対 弾道係数

ライマンのリローディング・マニュアルの開発に携わった Edward A. Matunas は「7mm-08レミントンは優れた弾薬で.308ウィンチェスターと効果的に張り合える。」と述べている。Jeff Cooper は7mm-08 に感銘を受け、スカウト・ライフルで無条件サポートすることとした。「真のスカウトは .308 か 7mm-08 である。」とも述べている。139-140グレーンの 7mm-08 は、150グレーンの .308 Win よりも通常は小さいリコイルで .308 Win に匹敵する良いエネルギーをもたらす。
7mm-08 は高い評価と実績をもつ7×57mmモーゼルとの弾道特性の比較を招くことがある。同じ銃身長の現代のライフルにおいて最善の手詰めをした場合に、どちらの実包の速度が大きいかはKen Waters、Frank B. Petrini、John Wootters、Clay Harvey、Bob Milek、John Barsnessといったアメリカのライフル・ハンドローディング・ライターによって異なる。これはこれらの非常に似た実包の明確な差というよりも個々のライフルの差を反映したものと思われる。1879年以来 7mm-08 を使っているハンドローディング・ガン・ライターの Layne Simpson は 7mm-08 と 7×57mm の弾道特性は同じであると考えている。John Barsness はさらに最近、手詰めされた 7mm-08 と 7×57mm の性能は「同一」であると述べた。興味深いことに、ノルマは短い薬きょうの 7mm-08 は 7×57mm と比較して 100–150 ft/s (30–46 m/s) 遅いとしているのに対して、156 gr Oryx のリローディング情報では 7mm-08 は 7×57mm に比べて 16 fps という無視できる程度の差しかない。
2002年1月、Guns Magazine の Dave Anderson は彼の気に入っている4つの 7mm 実包（7×57mmモーゼル、.280レミントン、.284ウィンチェスター、7mm-08）を比較して、「性能、リコイル、ライフルの大きさと重さ、ライフルの入手可能性、装弾の入手可能性と選択、すべてを考慮すると、むしろ驚くべきことに勝者は7mm-08レミントンだ。10年前、それどころか5年前でもそんなことは言わなかったが。しかし、この性能の良い効果的な小さい実包は良いもので、長い間手元に持つことになるだろう。」という結論を述べた。
.270 Win との比較は複雑である。例えば、Clay Harvey は 7mm-08 が「弾道特性的に明らかに劣っている。」と述べている。レミントン・アームズには140グレーンの 7mm-08 が生み出す速度 2,860 ft/s (870 m/s) よりも良い 2,960 ft/s (900 m/s) となる140グレーンのものが存在する。Edward A. Matunas によると、複雑になる要因として .270 Win は「工場装弾がよく普及していない。速度がしばしば大幅に変化し広告の速度をはるかに下回る。」ということを挙げている。例として、レミントンの弾道特性の表によると Soft Point Core-Lokt (Pointed Soft Point Core-Lokt ではない) の150グレーン .270 Win では 2,850 ft/s (870 m/s) の銃口初速があり、200ヤード地点では 1,587 ft/s 残存している。さらに性能の良い銃口初速 2,700 ft/s (820 m/s) の 150 gr ノスラー Partition の 7mm-08 は200ヤードで 1,790 ft/s、300ヤードで 1,525 ft/s である。慎重に高い弾道係数の弾頭を使って手詰めすることで .270 Win の大きな薬きょうの利点を生かせるだろう。しかし、John Barsness は彼の妻が"最近、彼女のお気に入りであったこの分野では似たような結果を持つ .270 WCF よりも 7mm-08 の反動がかなり小さいことに気づいた"という。
.30-06 を 165-180 gr の弾頭でつくった場合、特に手詰めや高弾道係数の工場装弾の場合は著しく強力となる。しかし、レミントンは .30-06 150 gr PSP Core-Lokt の300ヤード地点での残存速度を 1,445 ft/s として掲載しているが、同じ距離での 140 gr 7mm-08 PSP Core-Lokt の残存速度を 1490 ft/s として掲載している。1981年、Ken Waters はレミントンの（当時の）PSP のロードをみて 140 gr 7mm-08 PSP  について「これによると、150 gr の .308 よりもあらゆる点で優れていると結論を出すべきで、レミントンの .30-06 150 gr PSP とおおよそ同等の弾道特性となる。かなりの宣伝ではないか。」と述べた。
Bob Bell はシカ、レイヨウ、カリブーのハンティングの際に「7mm-08 は驚くほど多くの人気の装弾に匹敵するかあるいは上回っており、sそれはそれらの利点がマズル・ブラスト、リコイル、ライフルの重さに値するものか考えさせられるほどだ。」と述べている。
ヨーロッパにおいてもこの口径については、経済的な140グレーン（2860 ft/s）の SPBT 弾頭のロード（米国でも利用可能）を販売しているen:Prvi Partizan（セルビア）のような複数の真摯な支持者を見つけられる。イギリスの弾薬ファンは特に WW2 直後の.280ブリティッシュの開発を指摘したがるが、これは皮肉にもアメリカに最終的に拒否されたものである。
.308ウィンチェスター/7.62×51mm NATO や.30-06スプリングフィールドといったような軍用実包を使用する武器の民間人による所有を禁止している国でも 7mm-08 は人気がある。

## ライフル
7mm-08 の人気は高くアメリカの狩猟用銃を製造するほとんどの主要な業者はこの実包用のボルトアクション式ライフルを製造している。短い銃身での性能の良さから、サベージ、ブローニング、ウェザビー、レミントンは通常の銃身長のモデルとともにカービン型のものも提供している。
ブローニングは箱型弾倉式のレバー・アクションライフル BLR のいくつかのバージョンと、BAR ShortTrac Stalker と呼ばれるガス圧作動方式半自動ライフル で 7mm-08 用を販売している。レミントン・アームズでは 7mm-08 口径で Model R-25 と呼ばれる DPMS 製の AR-10 を販売している。サコー製のティッカ・ライフルでもライフルのラインすべてで 7mm-08 用のものを販売している。はサベージの複数のモデルと同じように、ルガーは前のワイルドキャット実包用の少数のボルト式ライフルを販売している。同様に1911ピストルで知られるキンバーも多くの 7mm-08 ライフルを販売している。